# شرکت سوپر کولا
گروه شرکت‌های بین‌المللی نوشیدنی سوپر کولا بزرگترین شرکت تولیدی نوشابه افغانستان است، که در شهرک صنعتی هرات قرار دارد. تولیدات این کارخانه شامل آب انار، آب گازدار، نوشابه انرژی زا، آبمیوه، آب معدنی، و نوشابه‌های گازدار می‌باشد.
مواد خام برای این کارخانه از کابل  تهیه می‌شود و ظرفیت تولید آن ساعتی سه هزار و پانصد بطری (بوتل) یک و نیم لیتره و شش هزار بطری سیصد سی سی نوشابه را دارا است.شرکت سوپر کولا در حال حاضر یکی از بزرگترین شرکت نوشیدنی غیر الکولی افغانستان به شمار می‌رود و ۱۲.۳۰۰ نفر به طور مستقم داخل کارخانه ها کار میکوند 